# Križ (kršćanstvo)
Križ († lat. crux; grč. σταυρός stauros »kolac, stup, križ«). Najrašireniji i najizrazitiji simbol kršćanstva. Zapravo je to rimska sprava za mučenje na kojoj je Krist bio mučen i umro i tako postao Spasiteljem čovječanstva, a time je križ od znaka poniženja i sramote postao znakom i simbolom slave.

## Rana povijest križa
Križ kao »ikonografski« lik bio je poznat mnogo prije Krista (svastika, ankh, itd.). Raspinjanje kao mučenje izmislili su Feničani. Kao mučilo bila je to isprva jedna uspravna greda (patibulum), a kasnije joj je pri vrhu ili na vrhu pridodana poprečna vodoravna greda (antena). Na dnu uspravne grede nalazio ponekad se mali oslonac za noge (suppedaneum), a na vrhu bi se pribila pločica s imenom i krivicom osuđenoga (titulus »natpis«). Veličinom, položajem i međusobnim odnosom tih dviju greda dobivamo brojne varijante križa, koje u raznim razdobljima povijesti imaju posebna dodatna značenja i simboliku. U prva tri stoljeća kršćanstva križ kao simbol javlja se prikriven u drugim formama   (sidro, svastika, krug i sl.), koje se nazivaju crux dissimulata (prikriveni, kamuflirani križ).

## Od Konstantina Velikog
Čim je Konstantin Veliki priznao kršćanstvo, a još više od 5. st., križ se javlja na sarkofazima, svijećama, lijesovima i na drugim predmetima, zauzimajući mjesto monograma Hi-ro (XP) i postajući tako razlikovni simbol ranih kršćana. U srednjem mu se vijeku uporaba proširila. Postao je znakom crkvene vlasti, služile su se njime bratovštine i viteški redovi, a nosio se i na grbovima i na stjegovima. Po njegovu su se obliku pravili tlocrti crkava. Zadobio je razne forme: običnoga latinskog križa na kakvu je, po Augustinu, Krist bio razapet; grčkoga križa; Andrijina križa; znaka tau, u obliku toga grčkog slova, poznatoga i u starom Egiptu, koji se povezuje s Antunom Pustinjakom. Križ ima mnoštvo dekorativnih inačica tih osnovnih oblika kad se upotrebljava kao crkveni ures, često u vezi s natpisima i simboličkim predmetima. Predaja hoće da je znak što se stavljao na nadvratnik kuće u predvečerje Pashe bio T-križ. Dodavanje natpisa (titulus) na prečku latinskog križa dovelo je do razvoja dvostrukoga križa, koji se zove i lorenski križ. Ustalilo se da se taj tip nosi pred patrijarsima (biskupima pet najutjecajnijih biskupija srednjovjekovnoga kršćanstva sa sjedištima u Rimu, Carigradu, Jeruzalemu, Aleksandriji i Antiohiji). Križ s trostrukom prečkom pripada jedino i samo papi.

## Pravi križ i njegova povijest
Srednjovjekovna legenda, koja se očuvala u više inačica, prati povijest Kristova križa od Edenskoga vrta do vremena cara Heraklija u 7.st.
1. Grana s Drveta znanja. Adam, istjeran iz zemaljskoga raja (Edenskoga vrta), ponese sa sobom granu s Drveta znanja. Iđaše ona od ruke do ruke i najposlije iz nje iziđe soha na koju je Mojsije podigao mjedenu zmiju - što se smatralo ustaljenim prefigurativnim pralikom raspeća.
2.  Kraljica od Sabe (Sebe) štuje drvo. Drvo stiže u Jeruzalem gdje služaše kao most preko potoka. Kraljica od Sabe, za posjeta Salomonu, kleče i pokloni mu se, jer joj je njegova budućnost bila prorečena u viđenju. Izuvši se, ona pregazi potok da ne bi hodala po drvetu.
3.  Ribnjak Bethesda. Drvo se poslije našlo gdje pluta po ribnjaku Bethesdi, kojega je voda imala čudotvorne ljekovite moći i davala se bolesnima da je piju. Odande je uzeto da se od njega načini Kristov križ. Priča dotle obuhvaća neprekinut lanac događaja između grijeha (pada) Adama i Eve (vidi: Istočni grijeh) i otkupljenja.
4. Našašće ili iznalaženje (= inventio) pravoga križa. Kršćanstvo je u Rimskome carstvu priznato ediktom cara Konstantina Velikoga 313. godine, a njegova se mati Jelena Križarica otada posvetila njegovu promicanju raznim dobročinstvima. Osnivala je crkve u Svetoj zemlji i, po legendi, ondje otkrila Kristov križ. Nekoga Judu koji mu je znao nalazište, ali nije htio da ga oda, Jelena nemilosrdno baci u suhu nakapnicu (čatrnju) i ostavi ondje sve dokle ga glad i žeđ ne natjeraše da se predomisli. Tri golgotska križa, koji se nisu mogli razlikovati, budu iskopana. Mrtvo se ljudsko tijelo, koje bude dirnuto svakim od njih, vrati u život tek onda kada ga dotakne pravi križ. Jelena je otkrila i tri čavla.
5.  Podizanje pravoga križa (Zlatna legenda: Uspravljanje Svetoga križa). U 7.st. dio križa otkri car Heraklije na slavodobitnom pohodu na Kosrova II., perzijskoga cara, čije su vojske prije toga, 614. pregazile Bliski istok i odnijele križ. (Drugi je dio križa bio u Carigradu.) Legenda kazuje da je Heraklija pri trijumfalnom ulazu u Jeruzalem sa svetim relikvijama zaustavio anđeo koji mu naredi da se ponizi. Vladar skide carsko ruho i pješke unese križ u grad, ili, po drugoj verziji, jašući na magaretu. Ponekad se prikazuje i na konju. Križ bude podignut (uspravljen) na oltaru, ili na brdu Golgoti. Slika se i Heraklijevo pogubljenje Kosrova jer je odbio da se krsti.
Ta se legenda, u obliku narativnih ciklusa, javlja na ranim renesansnim freskama, napose u Italiji, u franjevačkim crkvama posvećenima Svetome križu. Heraklijev nalazak križa slavi se u Katoličkoj Crkvi na blagdan Uznesenja križa. Tema Heraklijeve pobjede nad Kosrovom usporedna je s temom Konstantinove pobjede nad Maksencijem.

## Vrste križeva
1. Latinski križ (crux capitata, crux ordinaria)
2. Petrov križ (crux inversa)
3. Tau križ (crux commissa, "T"-križ)
4. Račvasti križ (razbojnički križ, "Y"-križ)
5. Grčki križ   (crux   immissa, crux quadrata)
6. Andrijin križ (crux decussata)
7. Nadbiskupski križ (crux gemina, dvostruki križ)
8. Papinski križ (crux papalis)
9. Ruski križ
10. Ruski križ
11. Slomljeni križ
12. Klinasti križ
13. Plosnati križ
14. Malteški križ
15. Jabučasti križ
16. Trolisni križ (Lazarov križ, brabantski križ)
17. Štakasti križ
18. Štakasti križ
19. Sidrasti križ (crux ancorata)
20. Sidrasti križ (crux ancorata)
21. Sidrasti križ (crux ancorata)
22. Ponovljeni križ
23. Jeruzalemski križ (križ Svetog groba)
24. Rimski "Sveti križ"
25. Kukasti križ (crux dissimulata, svastika)
26. Rotirajući kukasti križ
27. Sunčani križ
28. Posvetni križ
29. Udvostručeni kukasti križ
30. Njemački gimnastički križ (četiri slova F: frisch = svjež, fromm = pobožan, frolich = veseo, frei = slobodan)
31. Gamadia (crux gammata, sastavljen od 4 slova T)
32. Koptski križ (križ s čavlima)
33. Biserni križ (crux gemmata)
34. Egipatski križ (crux ansata)
35. Kombinacija egipatskog, Antunovog i sunčanog križa
36. Kombinacija sidrastog i egipatskog križa (crux ansata ancorata)
37. Križ uzdignut iznad zemlje
38. Varijanta uzdignutog križa sa šest zrna pijeska
39. "Arbor vitae" (crux virescens)
40. Arkanđeoski križ
41. Varijanta arkanđeoskog križa
42. Križ četiriju evanđelista

## Vanjske poveznice

### Sestrinski projekti
| Portal:Kršćanstvo | Portal: Kršćanstvo |

|  | Zajednički poslužitelj ima još gradiva o temi kršćanski križevi |

### Mrežna mjesta
- LZMK / Hrvatska enciklopedija: križ
- LZMK / Proleksis enciklopedija: križ